# Villa Sturm (Kadaň)
Villa Sturm (čp. 821) je vilový dům v Kadani. Nalézá se v Mánesově ulici (dříve Beethovenova) v předměstské vilové čtvrti dříve známé jako čtvrť Svatovojtěšská. Projekt navrhl významný kadaňský vilový architekt a stavitel Johann Petzet. Projekt a výstavbu vily si u něj objednaly sestry Anna a Paula Sturm. Anna byla zaměstnána jako zdravotní sestra, Paula pracovala jako učitelka. Obě sestry pocházely z Kadaně. Stavební práce byly dokončeny roku 1925.

## Výstavba
Na jaře roku 1925 vyhotovil kadaňský vilový architekt a stavitel Johann Petzet na zakázku sester Anny a Pauly Sturm projekt nevelké vily na stavební parcele ve vznikající Beethovenově ulici (nyní Mánesova), jež měla nově vytvořit spojnici mezi ulicí Vernéřovskou (nyní Klášterecká) a Goethovou (nyní Fibichova). Stavební práce, kterých se ujala Petzetova stavební firma, byly dokončeny již v během září 1925 a ještě téhož měsíce se v novostavbě sešla kolaudační komise vedená kadaňským městským radním a gymnaziálním profesorem Dr. Hansem Klitznerem. Tato komise shledala novostavbu obyvatelnou a nové majitelky se tak mohly do Villy Sturm nastěhovat.

## Majitelé
Stavebníky a prvními majitelkami Villy Sturm byly sestry Anna a Paula Sturm. Mladší ze sester Anna (*1881) pracovala jako zdravotní sestra. Anna Sturm zůstala celý život svobodná a občas pracovala také mimo Kadaň, například v letech 1934 až 1935 v rakouském Salcburku. Paula Sturm (*1876) byla učitelkou. Ještě roku 1925 se však v děkanském kostele Povýšení svatého Kříže v Kadani provdala za učitele Antona Dittricha (1859–1944), rodáka z Úhošťan na Kadaňsku, novomanželé se přestěhovali do Villy Sturm, a Paula zanechala práce a zůstala v domácnosti. Rodina Sturmových, ze které byly obě sestry, pocházela z Horního Poohří a Anna a Paula byly tetami pozdějšího významného historika a archiváře PhDr. Heriberta Sturma (1904–1981), rodáka z Chodova na Sokolovsku, který roku 1923 také maturoval na gymnáziu v Kadani. Vysokoškolská studia absolvoval na Německé univerzitě v Praze, kde následně obhájil disertaci zaměřenou na krušnohorské panství Přísečnice na Kadaňsku. Později během svého působení v Chebu a v bavorském Ambergu, se Heribert Sturm vracel ke kadaňským historickým tématům. Proslul rovněž tím, že stál roku 1956 u založení mnichovského Collegia Carolina, které se zaměřuje na studium českých dějin.
Majitelé Villy Sturm řešili s městskými úřady dlouho dobu problém ohledně vlastnictví chodníku před vilou. Podle dohody totiž mělo město část pozemku s chodníkem převzít pod svoji správu. Na to, že tak město neučinilo upozornila Anna Sturm úřady roku 1935, avšak bez výsledku. Na náklady Sturmových musel být dokonce chodník v roce 1938 předlážděn. K převodu chodníku do majetku města došlo až roku 1940, kdy byla již Kadaň součástí Říšské župy Sudety. Zástupci města však zároveň konstatovali, že v případě jakýchkoliv úrazů nese město zodpovědnost jedině tehdy, pokud nebyly způsobeny zanedbáním povinného úklidu ze strany majitelů vily.
Ještě před koncem Druhé světové války v roce 1944 zemřel ve věku pětaosmdesáti let Paulin manžel Anton Dietrich. Sestry Anna a Paula tak vilu opět obývaly samotné. Po skončení války jim byla Villa Sturm zkonfiskována obnovenými československými úřady jako tzv. německý majetek a ještě v červnu 1945 byly obě sestry vypovězeny z Kadaně do okupovaného Německa.